# Antoni Bulbena i Tussell
Antoni Bulbena i Tusell (Barcelona, 1854 - La Garriga, 1946) fue un escritor, traductor y catedrático español. Fue autor de la primera traducción al catalán de la obra de Cervantes Don Quijote de la Mancha, así como de Celestina. La traducción de Don Quijote se realizó en 1891 bajo el nombre de L'enginyós cavallier Don Quixot de La Mancha.
La Biblioteca de Reserva de la Universidad de Barcelona conserva algunas obras que formaron parte de la biblioteca personal de Bulbena, y un ejemplo de las marcas de propiedad que identificaron sus libros a lo largo de su vida.